# Khom-Thai-Schrift

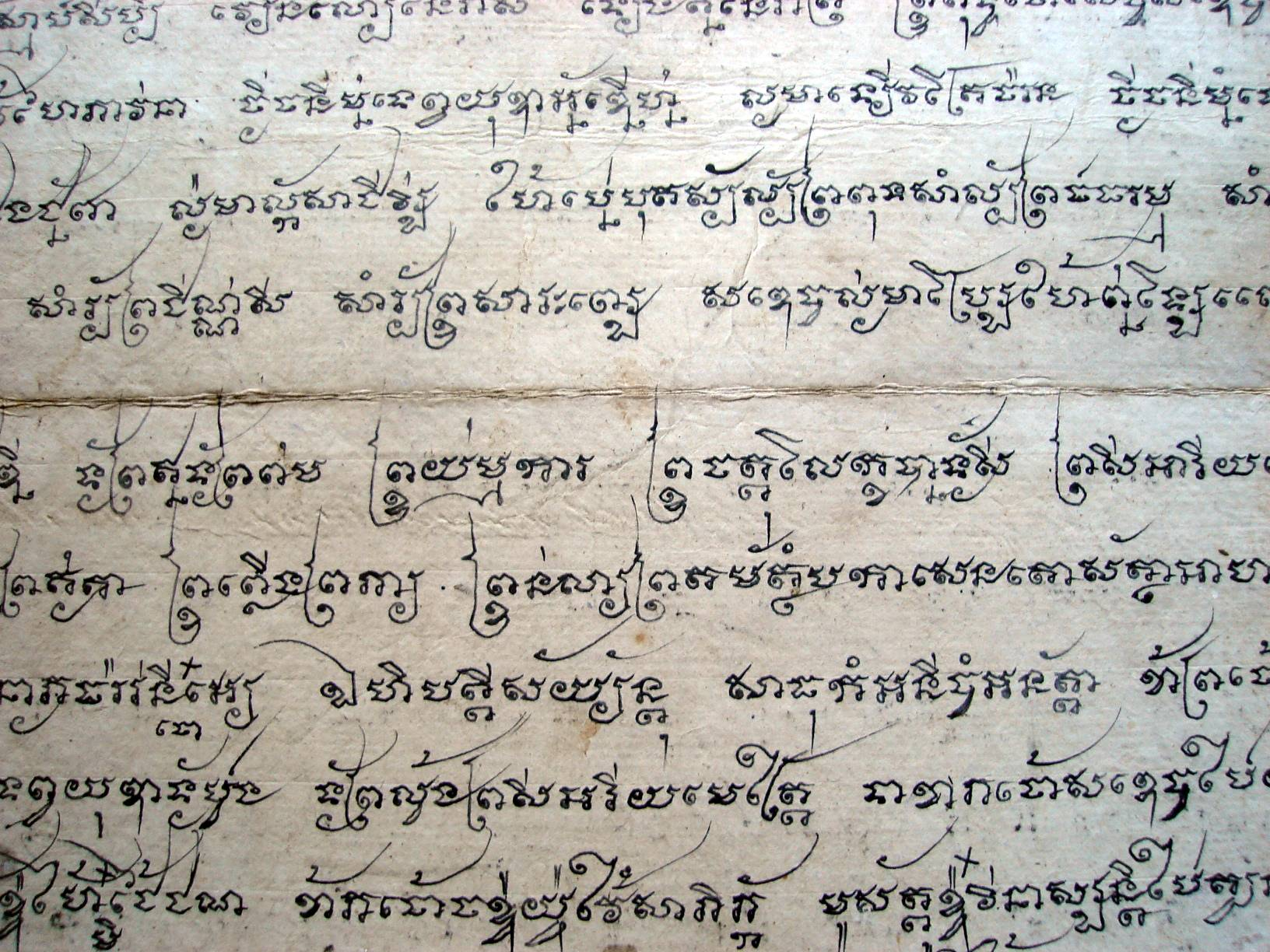
Bhudda Sutra in Khom-Thai-Schrift.

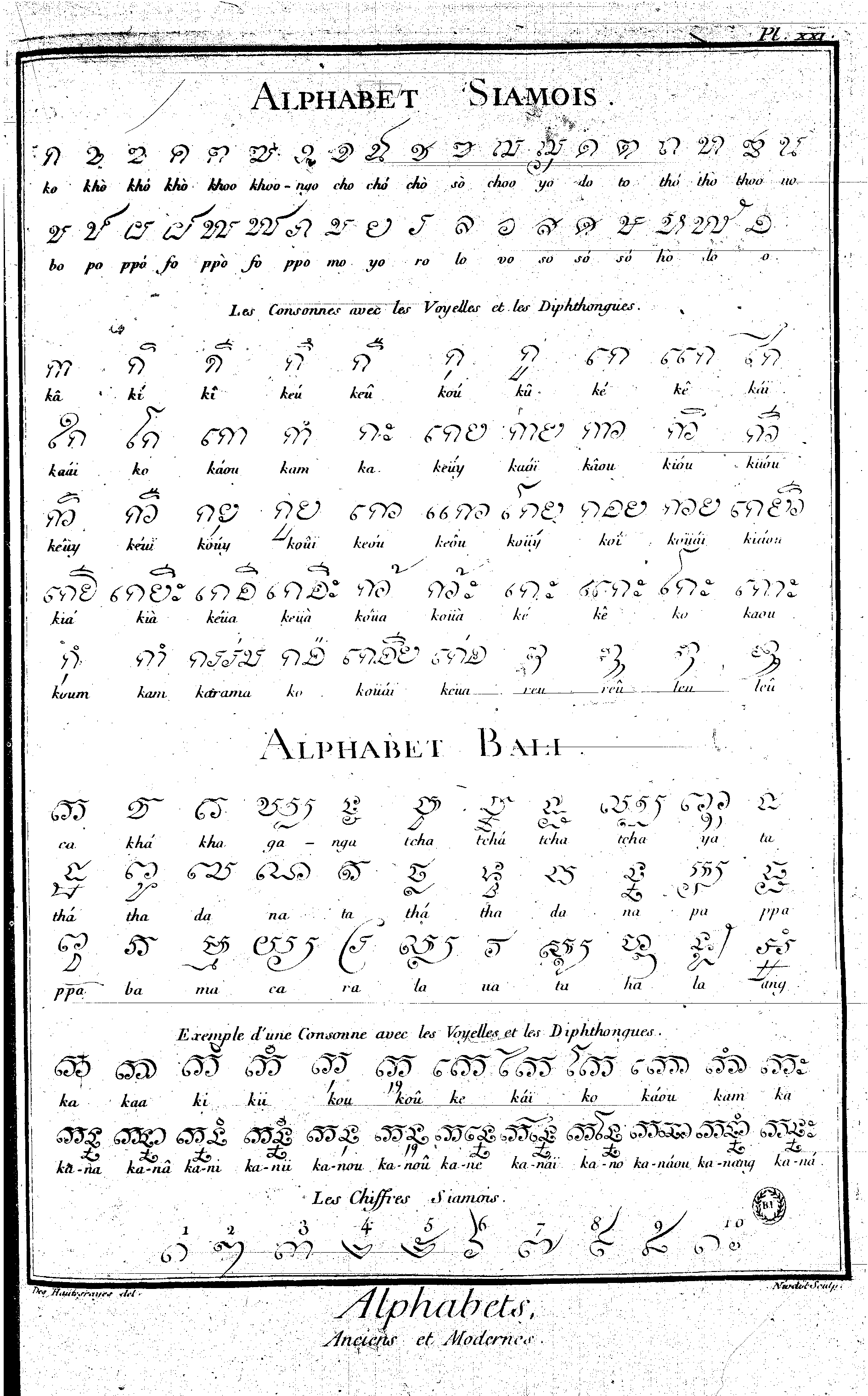
Simon de La Loubère publizierte 1691 sein Buch „Du Royaume de Siam“ und beschrieb darin die Thailändische Schrift und die Khom-Thai-Schrift die er Alphabet Bali (Pali) Schrift nannte, was richtig war. Wurde die Schrift doch primär zum Schreiben der Sprache Pali eingesetzt.

Die Khom-Thai-Schrift (Thai อักษรขอมไทย ausgesprochen akson khoom thai, auch อักษรขอม ausgesprochen akson khoom, Laotisch ອັກສອນຂອມ ausgesprochen akson khoom) ist eine Schrift, welche in der religiöser Literatur in Thailand und Laos Verwendung findet. Dabei handelt es sich um eine modifizierte Khmer-Schrift. Der Name setzt sich aus อักษร Schrift und ขอม Khmer zusammen. Bis zur Regierungszeit von König  Mongkut (1804–1868) was die Khom-Thai-Schrift neben der Thailändischen Schrift die zweite wichtige Schrift im Königreich Thailand. Die Schrift wurde besonders in der religiösen Literatur eingesetzt. Dies galt besonders für die Verbreitung von Texten in der Sprache Pali (บาลี ausgesprochen baalii). Heutzutage werden Pali-Texte primär mit dem Thai oder Laotischen Alphabet geschrieben. Somit hat die Schrift an Bedeutung verloren. Die Schrift wurde nicht als UNICODE-Zeichen definiert und kann deshalb auf normalen Computern nicht dargestellt werden.
Die Schrift besteht aus 35 Konsonanten und 8 Vokalen. Wie im Khmer werden aufeinanderfolgende Konsonanten untereinander geschrieben.

## Konsonanten
In der Liste werden zwei Buchstaben für Konsonanten angegeben. Das obere Konsonantenzeichen steht für den Konsonanten am Silbenanfang, darunter steht das Zeichen für einen folgenden Konsonanten. Unter der Aussprache wird der entsprechende Konsonant in der Thai-Schrift angegeben. Als vierte Spaltet findet man Standard Khmer. Auch hier werden zwei Zeichen dargestellt. Das erste Zeichen, wenn eine Silbe mit diesem Konsonanten startet, das Zweite wenn ein Konsonantencluster vorliegt. In Thai gibt es auch Konsonantencluster. Die Buchstaben werden aber hintereinander und nicht untereinander geschrieben.  
| Velar                                 | ka ก ក\|◌្ក | kha ข ខ\|◌្ខ | ga ค គ\|◌្គ | gha ฆ ឃ\|◌្ឃ | ṅa ง ង\|◌្ង |
| Alveolopalatal                        | ca จ ច\|◌្ច | cha ฉ ឆ\|◌្ឆ | ja ช ជ\|◌្ជ | jha ฌ ឈ\|◌្ឈ | ña ญ ៣\|◌្ញ |
| Alveolar                              | ṭa ฏ ដ\|◌្ឋ | ṭha ฐ ឋ\|◌្ឌ | ḍa ฑ ឌ\|◌្ឍ | ḍha ฒ ឍ\|◌្ណ | ṇa ณ ណ\|◌្ត |
| Alveolar                              | ta ต ត\|◌្ត | tha ถ ថ\|◌្ថ | da ท ទ\|◌្ទ | dha ธ ធ\|◌្ធ | na น ន\|◌្ន |
| Labial                                | pa ป ប\|◌្ប | pha ผ ផ\|◌្ផ | ba พ ព\|◌្ព | bha ภ ភ\|◌្ភ | ma ม ម\|◌្ម |
| Frikativ, Liquida und Gutturaler Laut | ya ย យ\|◌្យ | ra ร រ\|រ◌  | la ล ល\|◌្ល | va ว វ\|◌្វ  | śa ศ ឝ\|◌្ឞ |
| Frikativ, Liquida und Gutturaler Laut | ṣa ษ ឞ\|◌្ឞ | sa ส ស\|◌្ស  | ha ห ហ\|◌្ហ | ḷa ฬ ឡ\|-   | a อ អ\|◌្អ  |

## Vokale
| a ◌ะ | ā ◌า | i ◌ิ  | ī ◌ี  |
| u ◌ุ  | ū ◌ู  | e เ◌ | o โ◌ |

## Tonzeichen
Im Gegensatz zu Thai und Laotisch ist Pali keine tonale Sprache. Werden thailändische oder laotische Texte mit Khom-Thai-Schrift erstellt finden die Tonzeichen der thailändischen Schrift Anwendung.
Die folgende Tabelle zeigt die Tonzeichen der Thai-Schrift.
| Zeichen | Thai     | Ermittlung des Tons / Bemerkung | UNICODE |
| ------- | -------- | --- | ------- |
| _่       | ไม้เอก    | mai ek, über Konsonanten der „hohen Klasse“: ergibt tiefen Ton Über Konsonanten der „mittleren Klasse“: ergibt tiefen Ton Über Konsonanten der „tiefen Klasse“: ergibt fallenden Ton    | 0E48    |
| _้       | ไม้โท     | mai tho, über Konsonanten der „hohen Klasse“: ergibt fallenden Ton Über Konsonanten der „mittleren Klasse“: ergibt fallenden Ton Über Konsonanten der „tiefen Klasse“: ergibt hohen Ton | 0E49    |
| _๊       | ไม้ตรี     | mai tri, über Konsonanten der „mittleren Klasse“: ergibt hohen Ton | 0E4A    |
| _๋       | ไม้จัตวา   | mai chattawa, über Konsonanten der „mittleren Klasse“: ergibt steigenden Ton | 0E4B    |
| _็       | ไม้ไต่คู้    | mai taikhu, Silbe wird kurz gesprochen, Ton bleibt unverändert | 0E47    |
| _์       | ไม้ทัณฑฆาต | mai thanthakhat, steht über einem stummen Endkonsonanten | 0E4C    |